# Heda socken
Heda socken i Östergötland ingick i Lysings härad, ingår sedan 1971 i Ödeshögs kommun och motsvarar från 2016 Heda distrikt.
Socknens areal är 22,24 kvadratkilometer, varav 22,16 land. År 2000 fanns här 264 invånare. Kyrkbyn Heda med sockenkyrkan Heda kyrka ligger i denna socken. 

## Administrativ historik
Heda socken har medeltida ursprung.
Vid kommunreformen 1862 övergick socknens ansvar för de kyrkliga frågorna till Heda församling och för de borgerliga frågorna till Heda landskommun. Landskommunen inkorporerades 1952 i Alvastra landskommun som 1969 uppgick i Ödeshögs landskommun som 1971 ombildades till Ödeshögs kommun. Församlingen uppgick 2006 i Ödeshögs församling.
1 januari 2016 inrättades distriktet Heda, med samma omfattning som församlingen hade 1999/2000.  
Socknen har tillhört samma fögderier och domsagor som Lysings härad.  De indelta soldaterna tillhörde  Första livgrenadjärregementet, Ombergs kompani och Andra livgrenadjärregementet, Vadstena kompani.

## Geografi
Heda socken ligger sydväst om Tåkern kring Disaån. Socknen är odlad slättbygd med låga kullar och åsar, med skogsmark i söder.

## Fornlämningar

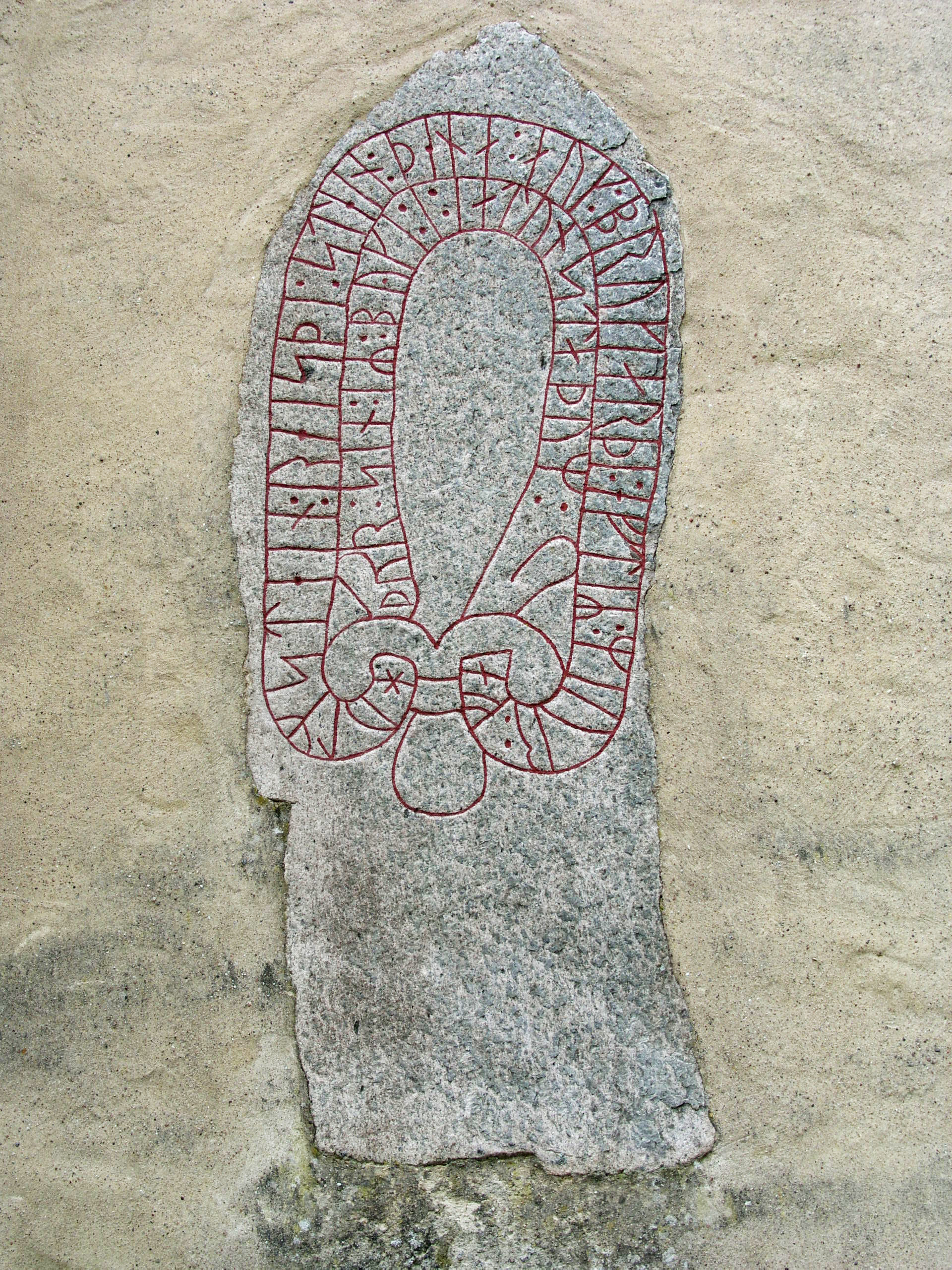
Östergötlands runinskrifter 132 vid kyrkan

Kända från socknen är lösfynd från stenåldern, ett tiotal gravrösen och skärvstenshögar från bronsåldern samt flera gravfält från järnåldern. Fyra runristningar är kända varav två vid kyrkan.

## Namnet
Namnet (1294 Hede) kommer från sockenkyrkan som anlades på hedmark i utkanten av byn Jussberg.

## Personer från bygden
- Arvid Fredrik Egerström, född 1718, bankokommissarie
- Johan Hedenborg, född 1787, naturforskare
- Samuel Hedborn, född 1783, psalmförfattare
- David Hedegård, född 1891, teolog

### Fotnoter
1. 1 2  Svensk Uppslagsbok andra upplagan 1947–1955: Heda socken
2. 1 2  Harlén, Hans; Harlén Eivy (2003). Sverige från A till Ö: geografisk-historisk uppslagsbok. Stockholm: Kommentus. Libris 9337075. ISBN 91-7345-139-8
3. ↑  ”Församlingar”. Statistiska centralbyrån. https://www.scb.se/hitta-statistik/regional-statistik-och-kartor/regionala-indelningar/forsamlingar/. Läst 30 december 2022.
4. ↑  Administrativ historik för Heda socken (Klicka på församlingsposten). Källa: Nationella arkivdatabasen, Riksarkivet.
5. 1 2  Sjögren, Otto (1931). Sverige geografisk beskrivning del 2 Östergötlands, Jönköpings, Kronobergs, Kalmar och Gotlands län. Stockholm: Wahlström & Widstrand. Libris 9939
6. 1 2  Nationalencyklopedin
7. ↑  Fornlämningar, Statens historiska museum: Heda socken
8. ↑  Fornminnesregistret, Riksantikvarieämbetet: Heda socken Fornminnen i socknen erhålls på kartan genom att skriva in sockennamn (utan "socken") i "Ange geografiskt område"
9. ↑  Mats Wahlberg, red (2003). Svenskt ortnamnslexikon. Uppsala: Institutet för språk och folkminnen. Libris 8998039. ISBN 91-7229-020-X. https://isof.diva-portal.org/smash/get/diva2:1175717/FULLTEXT02.pdf